# Ch’ŏng’am
Ch’ŏng’am (kor. 청암구역, Ch'ŏng’am-guyŏk) – jedna z 7 dzielnic Ch’ŏngjin, trzeciego pod względem liczby mieszkańców miasta Korei Północnej. Znajduje się w północnej części miasta. W 2008 roku liczyła 136 659 mieszkańców. Składa się z 21 osiedli (kor. dong) i 6 wsi (kor. ri).

## Historia
Jako samodzielna jednostka administracyjna dzielnica Ch’ŏng’am powstała w październiku 1960 roku z połączenia należących do miasta Ch’ŏngjin osiedli Ch’angp’yŏng, Panjuk, Ingok, Rak-yang, Jŏngsan i Haebang, a także wsi Jikha oraz T’omak (powiat Puryŏng, prowincja Hamgyŏng Północny). W 1972 roku do dzielnicy przyłączono z powiatu Puryŏng wsie: Kyowŏn, Ryŏnch'ŏn, Ryŏnjin, Majŏn, Sagu, Ryongje i Pugŏ, a w 1993 roku z miasta Rasŏn osiedla Kwanhae, Pangjin, Raksan, Rijin, Samhae, Roch’ang, Rasŏk, Much’ang i Sŏ.

## Podział administracyjny dzielnicy
W skład dzielnicy wchodzą następujące jednostki administracyjne:
| Nazwa jednostki administracyjnej | Rodzaj jednostki administracyjnej | Hangul   | Hancha   |
| -------------------------------- | --------------------------------- | -------- | -------- |
| Rak’yang-dong                    | osiedle                           | 락양동   | 洛陽洞   |
| Yŏkjŏn-dong                      | osiedle                           | 역전동   | 驛前洞   |
| Haebang-dong                     | osiedle                           | 해방동   | 解放洞   |
| Jŏngsan-dong                     | osiedle                           | 정산동   | 亭山洞   |
| Ingok-1-dong                     | osiedle                           | 인곡1동  | 仁谷1洞  |
| Ingok-2-dong                     | osiedle                           | 인곡2동  | 仁谷2洞  |
| Munhwa-1-dong                    | osiedle                           | 문화1동  | 文化1洞  |
| Munhwa-2-dong                    | osiedle                           | 문화2동  | 文化2洞  |
| Kŭmpawi-dong                     | osiedle                           | 금바위동 | 금바위동 |
| Ch'ŏng’am-1-dong                 | osiedle                           | 청암1동  | 靑岩1洞  |
| Ch'ŏng’am-2-dong                 | osiedle                           | 청암2동  | 靑岩2洞  |
| Ryŏnjin-dong                     | osiedle                           | 련진동   | 連津洞   |
| Majŏn-dong                       | osiedle                           | 마전동   | 麻田洞   |
| Ryongje-dong                     | osiedle                           | 룡제동   | 龍楮洞   |
| Pangjin-dong                     | osiedle                           | 방진동   | 芳津洞   |
| Rijin-dong                       | osiedle                           | 리진동   | 梨津洞   |
| Kwanhae-dong                     | osiedle                           | 관해동   | 觀海洞   |
| Rasŏk-dong                       | osiedle                           | 라석동   | 羅石洞   |
| Samhae-dong                      | osiedle                           | 삼해동   | 三海洞   |
| Roch’ang-dong                    | osiedle                           | 로창동   | 蘆倉洞   |
| Raksan-dong                      | osiedle                           | 락산동   | 洛山洞   |
| Sŏ-ri                            | wieś                              | 서리     | 西里     |
| Jikha-ri                         | wieś                              | 직하리   | 稷下里   |
| Ryŏnch'ŏn-ri                     | wieś                              | 련천리   | 連川里   |
| Pugŏ-ri                          | wieś                              | 부거리   | 富巨里   |
| Sagu-ri                          | wieś                              | 사구리   | 沙口里   |
| Kyowŏn-ri                        | wieś                              | 교원리   | 橋院里   |